# Evenhausen (Amerang)
Evenhausen ist  ein Gemeindeteil der Gemeinde Amerang im oberbayerischen Landkreis Rosenheim und eine Gemarkung.

## Geografie
Das Kirchdorf Evenhausen liegt an der Murn im nördlichen Chiemgau im deutschen Alpenvorland.

## Geschichte
Die erste schriftliche Erwähnung des Ortes Evenhausen findet sich in einer Urkunde König Heinrichs IV. zu Regensburg aus dem Jahr 1077. Darin erscheint Evenhausen unter jenen Gütern, die Herzog Tassilo III. von Bayern dem Kloster Frauenchiemsee bei deren Gründung 782 gestiftet hatte. Die Pfarrkirche St. Peter in Evenhausen und die 46 Höfe im Pfarrgebiet blieben bis zur Säkularisation 1803 im Besitz des Klosters Frauenchiemsee. Die 1818 mit dem bayerischen Gemeindeedikt gegründete Gemeinde Evenhausen kam am 1. April 1971 im Zuge der Gebietsreform in Bayern zur Gemeinde Amerang.

## Söhne und Töchter des Ortes
- Ignaz Peslmüller (1897–1957), Brigadegeneral